# 阿里·阿里耶维奇·张
阿里·张（吉爾吉斯語：或，1951年4月30日—），另译阿里·钟，吉尔吉斯共和国国家科学院东干学研究专家，东干人。

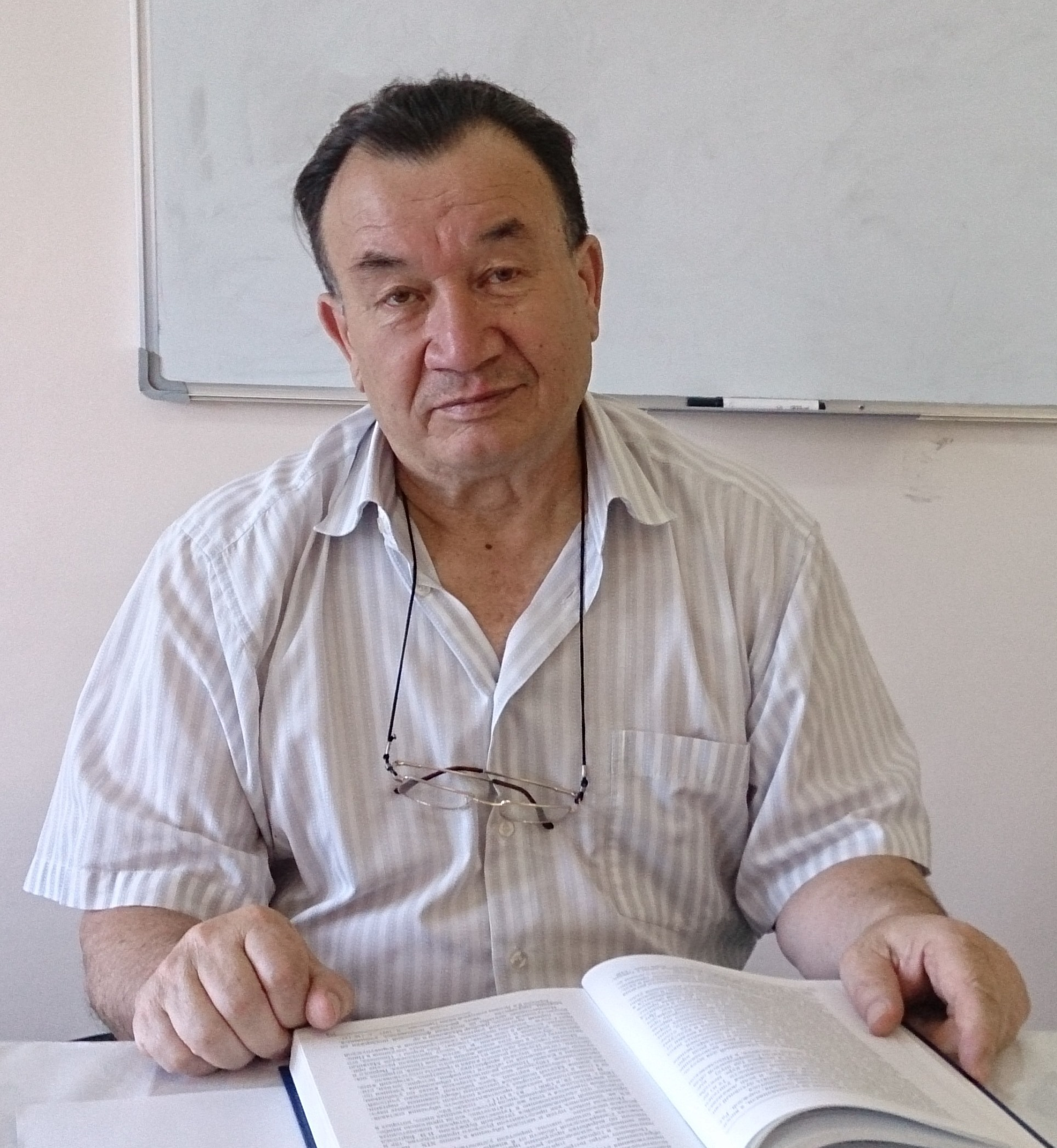

## 生平
阿里·张1951年4月30日出生于哈萨克斯坦索尔托别村（东干人称“新渠”），后搬到马三奇村（东干人称“营盘”），后又搬到米粮川村。